# قره‌سو (حاجی‌قبول)
قره‌سو (به لاتین: Qarasu) یک منطقه مسکونی در جمهوری آذربایجان است که در شهرستان حاجی‌قبول واقع شده است. قره‌سو ۲۴۰۷ نفر جمعیت دارد.